# Баженов Микола Іванович
Микола Михайлович Баже́нов (нар. 6 (18) жовтня 1885, Харків — 18 грудня 1962, там само) — мовознавець, літературознавець, кандидат педагогічних наук (1940), професор (1959). 

## Життєпис
Закінчив слов'яно-російське відділення Харківського університету (1909). Викладав російську та латинську мови у гімназіях Харкова, військовому училищі (від 1917), загально-освітній школі, Промисловій академії, сільсько-господарському, індустріальному (1932–1936 — завідувач кафедри іноземних мов) інститутах; 1937–1940 — завідувач кафедри іноземних мов Харківського університету; 1941–1944 — завідувач кафедри російської мови і літератури Актюбинського учительського інституту (Казахстан); від 1944 — знову у Харкові: завідувач кафедри російської мови педагогічного інституту та університету (до 1957). Вивчав мистецтво декламації та виразне читання. Автор праць про життя і творчість Г. Квітки-Основ'яненка (зокрема «Г. Ф. Квитка-Основьяненко как вдохновитель Н. Гоголя: К вопросу о литературном заимствовании», Х., 1916). Автор низки рецензій на навчальні посібники з української та російської мов, складені О. Білецьким, Л. Богоявленським, Л. Станіславлевим, С. Никифоровим та інші.

## Праці
- Виразне слово: Теорія, техніка і методика читання: Посіб. К., 1940; Виразне читання і культура усної мови. 2-е вид. К., 1949;
- Учебник русского языка для 6 и 7 классов средней школы с украинским языком преподавания. Ч. 2. Синтаксис. К., 1959;
- Выразительное чтение: Учеб. пособ. Х., 1960 (співавт.); Современный русский литературный язык: Учеб. К., 1965 (співавт.).
- Баженов М. М. Виразне читання і культура усної мови / М. М. Баженов. — Вид. 2-ге, переробл. та доповн. — Київ : Рад. шк., 1949. — 208 с. [Архівовано 4 серпня 2020 у Wayback Machine.]